# Infanterie-Division Mähren
Die Infanterie-Division Mähren war eine Division der deutschen Wehrmacht im Zweiten Weltkrieg.

## Geschichte

### Aufstellung
Anfang August 1944 wurde der Verband als sogenannte Schatten-Division aufgestellt. Die Aufstellung erfolgte im Zuge der 31. Aufstellungswelle auf dem Truppenübungsplatz Milowitz, nordöstlich von Prag, im Wehrkreis XIII. Die Aufstellung sollte bis 20. September 1944 erfolgen, wurde aber bereits einen Monat vorher abgebrochen.

### Verwendung der aufgestellten Truppenteile
Die bereits aufgestellten Truppenteile wurden zur Aufstellung der 565. Volks-Grenadier-Division eingesetzt.